# Rapa (illes Australs)
Rapa, també anomenada Oparo, nom que també rep la badia central, és una de les illes Australs, a la Polinèsia Francesa. També se l'anomena Rapa Iti, literalment "la petita Rapa", per distingir-la de Rapa Nui, "la gran Rapa", nom de l'illa de Pasqua. La comuna de Rapa inclou els illots deshabitats de Marotiri.
Un nom més antic de l'illa és Oparo. La superfície total de la terra, inclosos els illots de la costa és de 40,5 km².  Segons el cens de 2017, Rapa tenia 507. Els habitants de Rapa Iti parlen la seva pròpia llengua polinèsia anomenada llengua rapa.

## Geografia
El punt més alt de l'illa es troba a 650 metres d'altitud al Mont Perahu. del que es va esfondrar la part central formant una caldera oberta a l'oceà. Té forma d'amfiteatre amb una badia profunda que penetra en l'antic cràter. La superfície total és de 40 km².
Està situada a 1.240 km al sud de Tahití i a 500 km al sud-est de Raivavae. Els 497 habitants (cens 2002) viuen bastant aïllats, constituint la comuna més meridional de la Polinèsia Francesa. És una zona militar i no s'hi pot anar sense autorització. Ahurei i Area són les dues viles de l'illa situades a la badia. El clima temperat no és prou càlid perquè hi creixi el corall o els cocoters. Per les muntanyes hi viuen cabres salvatges que els illencs cacen amb el mètode d'acorralar-les perquè caiguin al mar pels penya-segats.

## Història
En els cims més alts es troben unes antigues ruïnes en forma de fortaleses defensives. Va ser descoberta per l'anglès George Vancouver, el 1791. Al segle xix van patir els atacs dels negrers peruans fins que el 1867 es va establir el protectorat francès. El 6 de març de 1881 es va annexionar a França, però el títol d'ariki, del cap local, no va ser abolit fins al 1887.
El periodista Jaume Bartrolí ha passat llargues temporades a l'illa adoptat per una família. Descriu l'illa i els illencs al llibre De Sibèria al Tròpic (ISBN 8482643169), editat el 2001 a Barcelona per l'editorial Magrana.